# Middle Village (Wisconsin)
Middle Village es un lugar designado por el censo ubicado en el condado de Shawano en el estado estadounidense de Wisconsin. En el Censo de 2010 tenía una población de 281 habitantes y una densidad poblacional de 17,72 personas por km².

## Geografía
Middle Village se encuentra ubicado en las coordenadas 44°55′59″N 88°43′20″O / 44.93306, -88.72222. Según la Oficina del Censo de los Estados Unidos, Middle Village tiene una superficie total de 15.85 km², de la cual 15.75 km² corresponden a tierra firme y (0.67%) 0.11 km² es agua.

## Demografía
Según el censo de 2010, había 281 personas residiendo en Middle Village. La densidad de población era de 17,72 hab./km². De los 281 habitantes, Middle Village estaba compuesto por el 1.07% blancos, el 0% eran afroamericanos, el 98.93% eran amerindios, el 0% eran asiáticos, el 0% eran isleños del Pacífico, el 0% eran de otras razas y el 0% pertenecían a dos o más razas. Del total de la población el 4.63% eran hispanos o latinos de cualquier raza.